# Heřmaničky
Heřmaničky är en ort i Tjeckien.   Den ligger i regionen Mellersta Böhmen, i den centrala delen av landet, 50 km söder om huvudstaden Prag. Heřmaničky ligger 505 meter över havet och antalet invånare är 673.
Terrängen runt Heřmaničky är kuperad söderut, men norrut är den platt. Runt Heřmaničky är det ganska glesbefolkat, med 29 invånare per kvadratkilometer. Närmaste större samhälle är Votice, 5,6 km nordost om Heřmaničky. Omgivningarna runt Heřmaničky är en mosaik av jordbruksmark och naturlig växtlighet.